# Puerto de Almería
El Puerto de Almería se localiza en el golfo de Almería, en la costa mediterránea de España.
Cuenta con líneas a Melilla, Argelia y Marruecos, siendo también escala de cruceros turísticos por el Mediterráneo. Asimismo posee también un puerto deportivo donde se puede tener un amarre para embarcaciones de recreo privadas. Dispone de un muelle pesquero y una zona de mercancías que están siendo ampliadas sucesivamente desde mediados de 1990.

## Historia

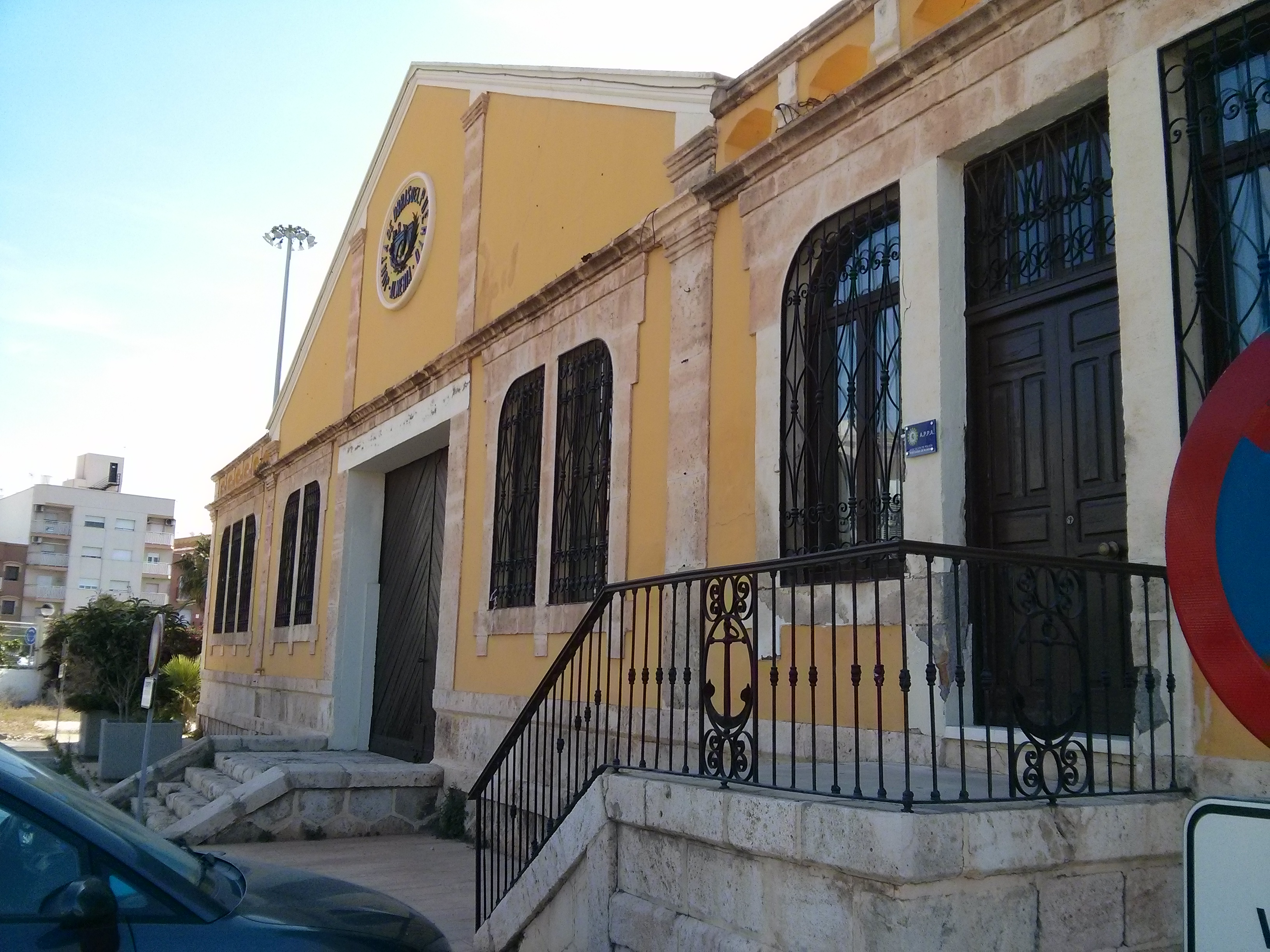
Varadero del puerto pesquero

El origen último de Almería capital está en efecto en Pechina, pues poco después de su fundación se crearía un asentamiento costero y una atalaya, dependientes de aquella, que recibirían el nombre de Al Mariyyat Bayyana.
Al Mariyyat funcionó como puerto y defensa de una Bayyana próspera y enriquecida, que se convertiría en uno de los centros comerciales más importantes de al-Ándalus.
Abderramán III quería frenar la expansión en el norte de África del califato fatimí, presente en la región desde 909 y que pretendía expandirse por Al-Ándalus. Las medidas adoptadas supusieron la construcción de una flota que convirtió al califato de Córdoba en una potencia marítima con base en Almería y que le permitirían conquistar las ciudades norteafricanas de Melilla (927), Ceuta (931) y Tánger (951), y establecer una especie de protectorado sobre el norte y el centro del Magreb apoyando a los soberanos de la dinastía idrisí, que se mantendría hasta 958 cuando una ofensiva fatimí le hizo perder toda influencia en el Magreb donde sólo mantendría las plazas de Ceuta y Tánger.
Después de Córdoba, era la ciudad más influyente y próspera de la península y una de las más ricas de todo el orbe islámico. El almirante de la flota, que residía en Almería, era de facto el segundo poder en la España de la época y tenía a su disposición nada menos que 300 naves que fondeaban en el puerto, el más importante del califato. Ibn Maymun fue el más grande de estos almirantes de Almería, al que Almanzor envenenó, envidioso de su poder. 
Con la caída del califato, Almería sigue cobrando importancia, llegando a ser, como reino independiente, una de las taifas más prósperas.
El evento del terremoto de Almería de 1522 provocó la destrucción de gran parte de las instalaciones del puerto, quedando este relegado del comercio con el Nuevo Mundo.

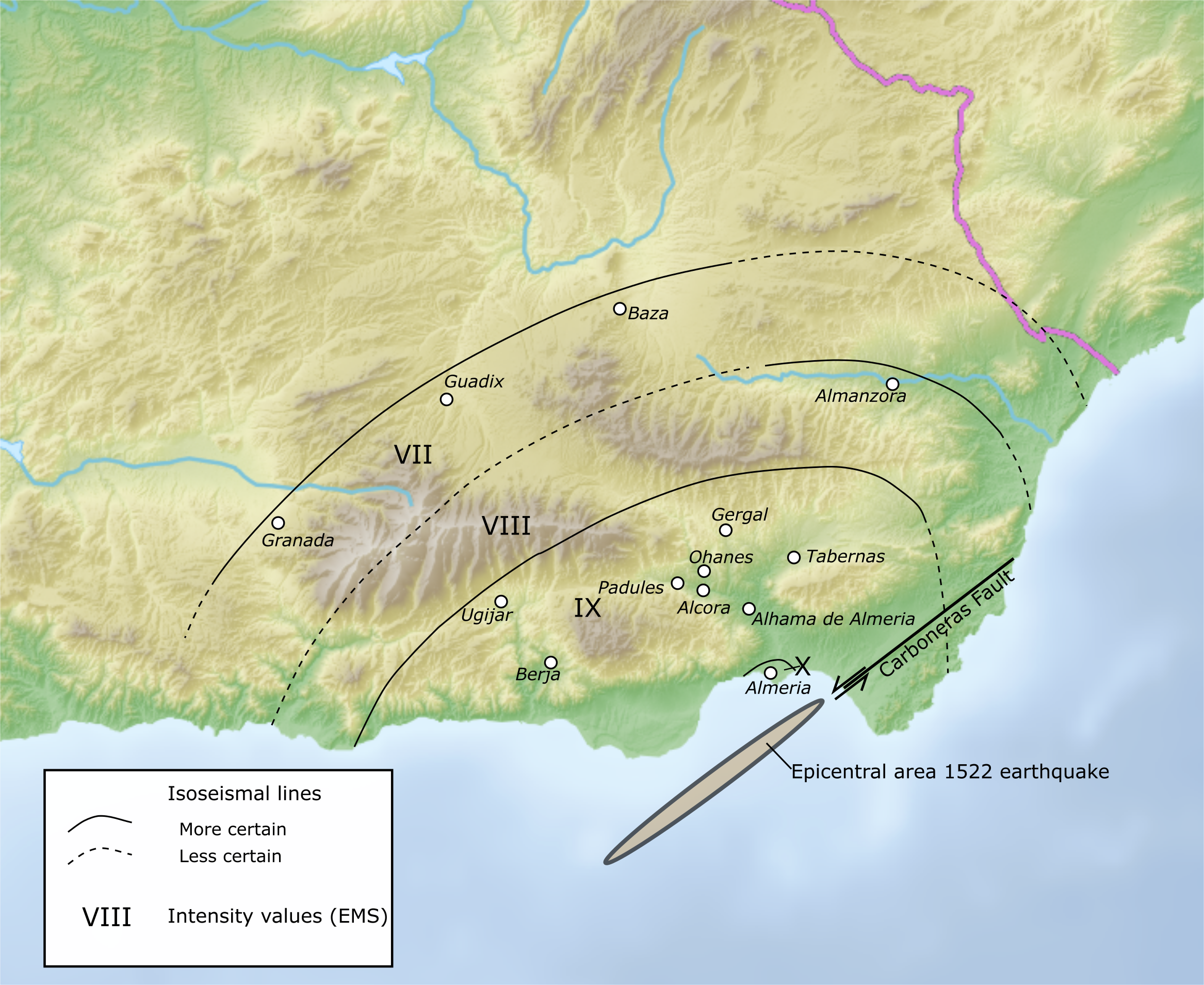
Mapa de intensidad del terremoto de Almería de 1522

No fue hasta 1847 cuando la creciente burguesía de la ciudad empezó a reclamar unas instalaciones portuarias adecuadas a la realidad económica de la zona, con una pujante industria minera y uvera, aunque las labores de su construcción no se dieron por concluidas sino hasta 1908. Fue el ingeniero José Trias Herráiz el designado para diseñar y coordinar las obras de la segunda fase de esta ampliación.
Hacia el año 1900 se presentaron proyectos para ampliar el puerto hacia poniente, en concreto con la construcción de un cargadero en las inmediaciones del faro de San Telmo, además de diferentes depósitos, pero nunca se llevaron a cabo por razones desconocidas.

## Actividad portuaria
- Actividades y usos:  , , , , ,  y

Actualmente el puerto de Almería está siendo ampliado con nuevos muelles para transformarlo también en un puerto de contenedores donde hagan escala las grandes navieras internacionales y aumentar así su tráfico de mercancías, aunque no termina de ponerse en marcha el proyecto de la terminal de contenedores por interferencias con otras actuaciones nacionales e internacionales.
Entre las mercancías con mayor volumen de exportación está el yeso a granel de la cercana localidad de Sorbas y la importación de rocas ornamentales (mármol, granito) de diferentes partes del mundo para las industrias de transformación de Macael en el valle del Almanzora.
Se cubren normalmente las líneas con los siguientes destinos:
- Trasmediterránea (única prestadora en régimen de monopolio): Ghazaouet (Argelia), Oran (Argelia), Melilla (España) y Nador (Marruecos).
- En breve (noviembre de 2015), empezará a operar también la compañía canaria "Armas" con una línea con destino a Nador.

## Puerto de pasajeros
El puerto de Almería tiene actualmente conexiones con Melilla, Nador, Orán y Ghazaouet, siendo durante la crítica operación paso del estrecho el segundo puerto en número de pasajeros.

## Puerto pesquero

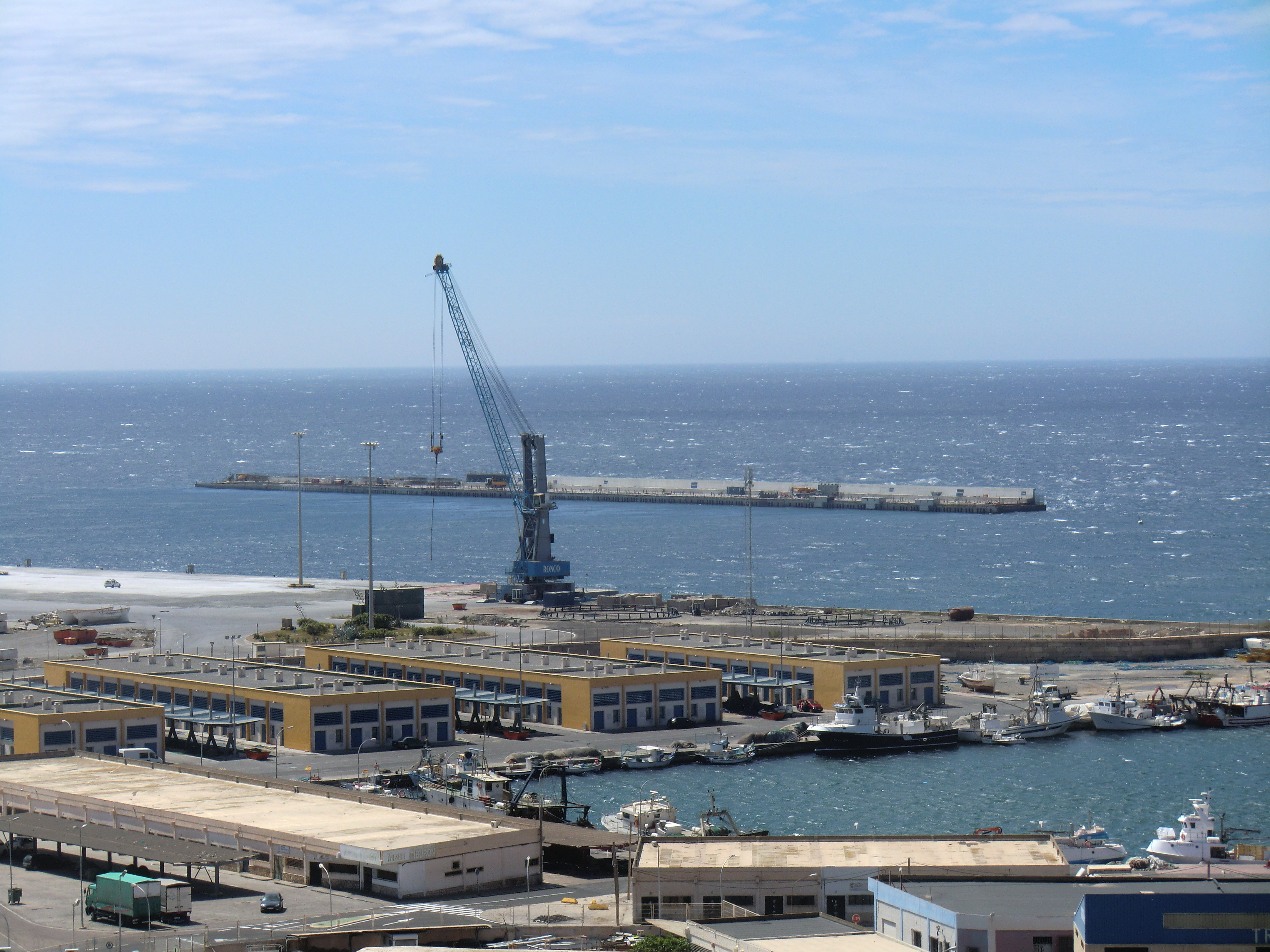
Vista del puerto desde Pescadería-La Chanca

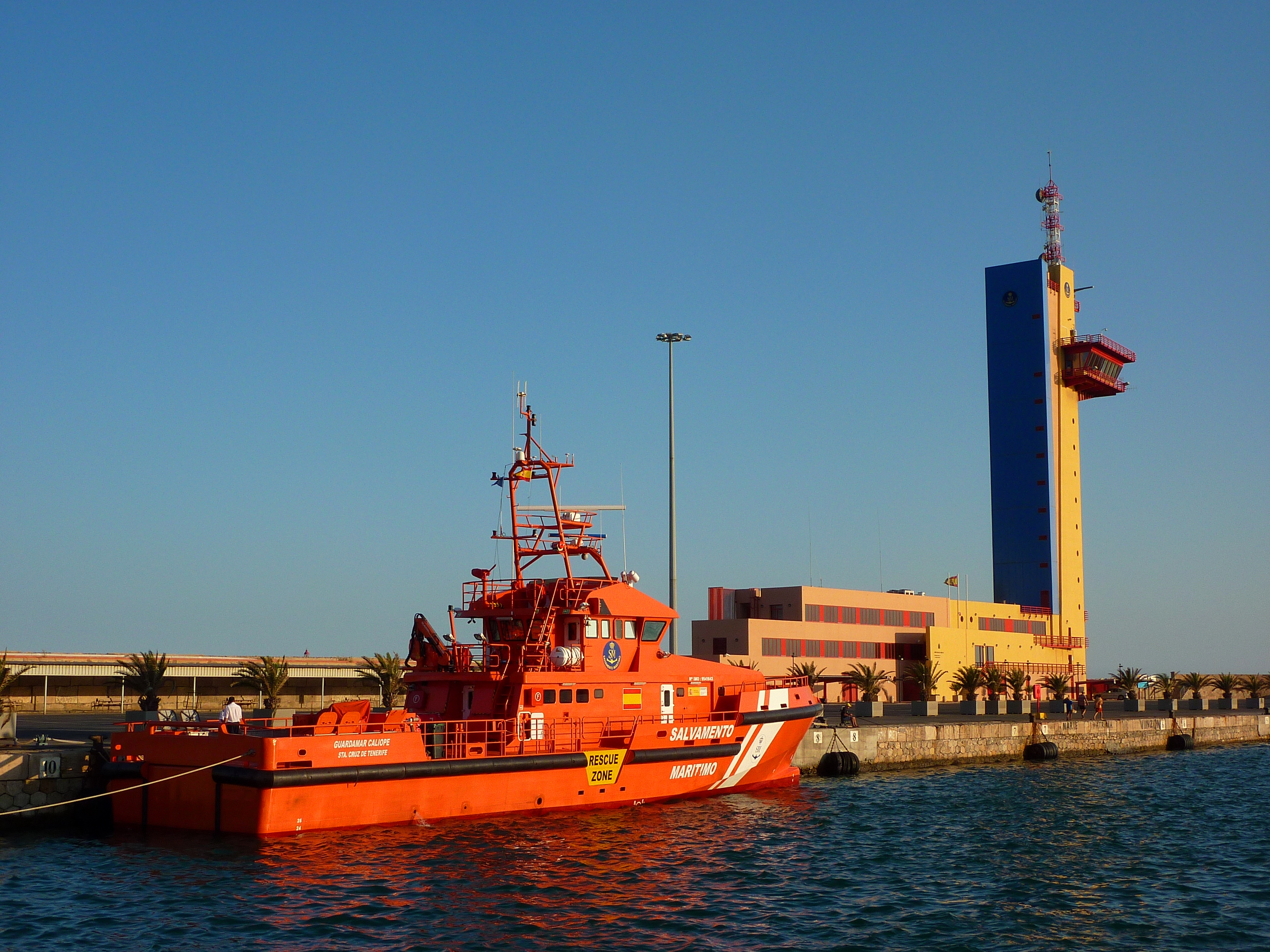
La Guardamar Calíope (G-40) frente al Centro de Coordinación de Salvamento de Almería, pertenecientes a la SASEMAR.

Por el Real Decreto de 17 de julio de 1928, en el que se implantó un impuesto sobre la pesca en determinados puertos, se ordenó además, la redacción de sus proyectos oportunos. 
En cumplimiento de tal disposición se redactó en enero de 1929, el Primer Proyecto de Puerto Pesquero de Almería, proponiendo dos soluciones: en la primera se ubicaba un puerto pesquero independiente del puerto comercial, y en la segunda, dentro de éste. Se aprobó por unanimidad la solución de puertos independientes, abundando a su favor la posibilidad de tener terrenos anejos suficientes, y que, además, cumplía mejor las "condiciones que deben reunir los grandes puertos pesqueros", redactados por la Comisión nombrada por Real Orden de 7 de febrero de 1928. 
Redactado el proyecto y tramitado reglamentariamente, la Ilma. Dirección General de Obras Públicas, con fecha 2 de octubre de 1931, se aprobó este con un presupuesto total de contrata de dos millones, doscientas once mil seiscientas veintiocho pesetas, ordenando al Ingeniero director, lo redactara para servir de base al expediente de subasta, debiendo remitirlo en el plazo improrrogable de quince días. Cumpliendo esta orden se redactó el "Proyecto reformado de Puerto Pesquero". 
El 22 de marzo de 1932 se concedió a D. José Alemán García la contrata de las obras, dando comienzo así la construcción del dique Sur del puerto pesquero. 
El 4 de octubre de 1935 se redacta el "Segundo Proyecto reformado del Puerto Pesquero" motivado por la variación de la densidad de la piedra para escollera, respecto de las canteras previstas. 
El 2 de septiembre de 1936, ya comenzada la guerra civil, el contratista pide la rescisión del contrato por organismos ajenos a la administración, de un número de obreros y determinados jornales. Al finalizar la guerra civil y por fallecimiento del contratista, su viuda, y en su nombre pide la rescisión de la contrata, que le fue concedida. 
El 28 de marzo de 1952 fue redactada por la Dirección Facultativa de la Junta de Obras y Servicios de este puerto un "Tercer Proyecto de Puerto Pesquero" en Almería, en el que se hacía mención a la construcción del dique Oeste como medida de contención de las arenas arrastradas por los vientos de Poniente. Remitido el informe de la Sección de puertos del Consejo de Obras Públicas, se cree necesario un más detenido estudio, dada la importancia del hecho. 
Con fecha 1 de septiembre de 1953 se redacta un nuevo proyecto denominado "Proyecto de Puerto Pesquero de Almería" que fue aprobado por la Dirección General de Puertos y Señales Marítimas el 9 de noviembre de 1955, ordenándose que las obras de abrigo y atraque fueran en un principio un primer proyecto independiente de los edificios e instalaciones para la venta y preparación del pescado, que serían objeto de otro proyecto posterior.

## Accidentes e incidentes

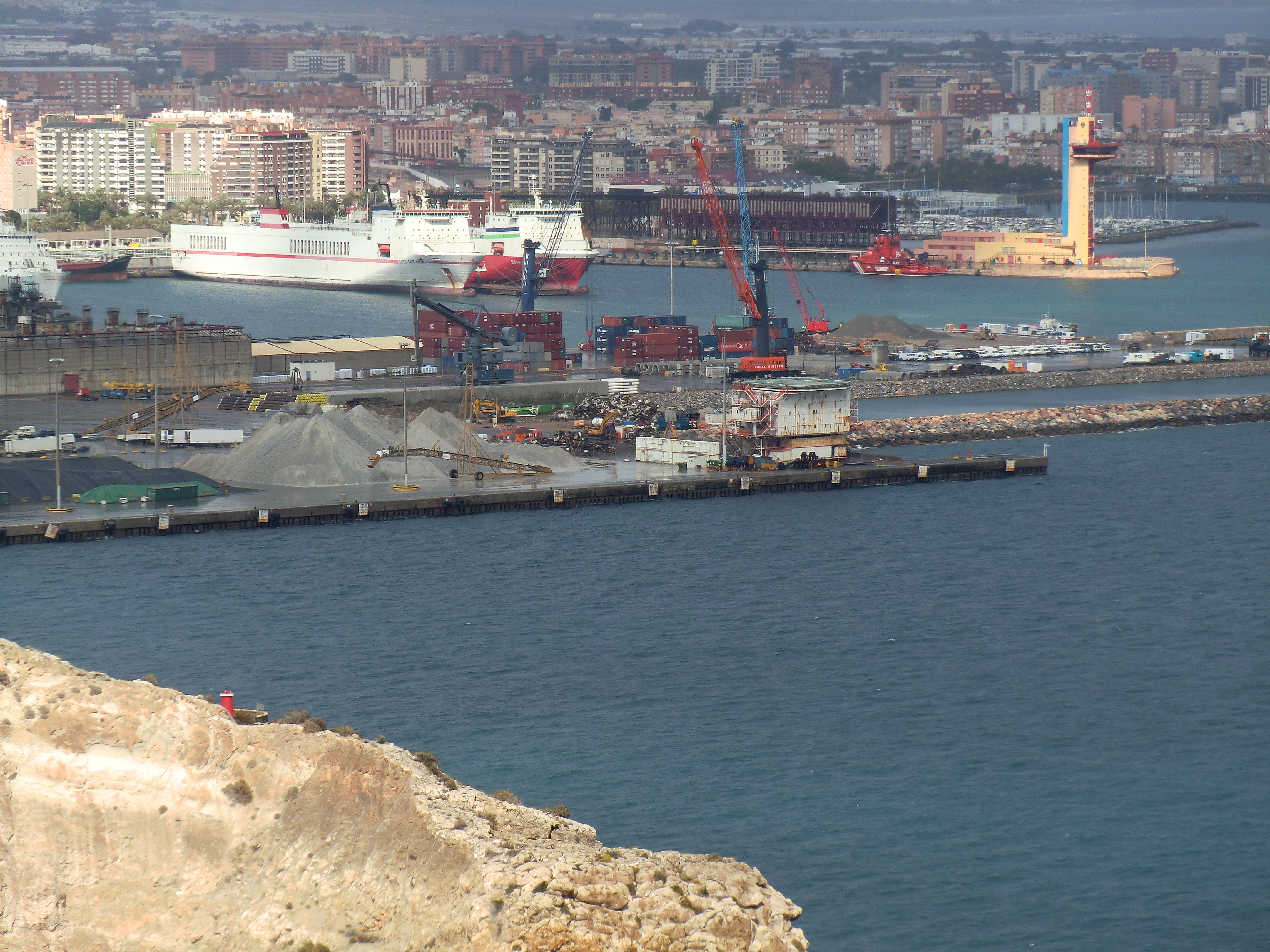
Perspectiva del puerto de Almería desde Castell del Rey

- En septiembre de 1927 un barco mercante bautizado como Parkhill y con puerto de registro en Methil estuvo a punto de zozobrar durante el proceso de carga del esparto para su exportación al Reino Unido, al escorarse por su lado izquierdo al lado del muelle por una carga mal distribuida. La tripulación pudo abandonar la nave a tiempo y las bodegas fueron vaciadas del agua que las llenaban por un remolcador de origen danés.[6] Este buque sería posteriormente hundido cerca de las Orcadas por el ataque del submarino nazi U 18 en 1939.[7]

- El 20 de diciembre del año 2000, el ferri que cubría la línea Almería-Nador derribó una grúa del puerto.[8] El hecho se produjo cuando el buque inició las maniobras de salida del puerto. Una avería en uno de los motores del barco provocó la rotura de la estacha que unía al ferri con el remolcador que le estaba ayudando en ese momento en las maniobras de salida. Al romperse el cabo, el barco fue impulsado con fuerza retrocediendo hacia el muelle, donde golpeó a una grúa cercana. El fuerte viento que azotaba ese día a la provincia almeriense contribuyó a dotar de más fuerza y velocidad al ferri. El puente de mando del buque golpeó la grúa que, a pesar de sus tres toneladas de peso cayó derribada. A pesar de lo aparatoso del accidente, el ferri apenas registró daños, unos desconchones en la pintura de su casco. La grúa por su parte se desplomó sobre un camión contenedor que se encontraba cargado de aerosoles que, en su mayoría, acabaron desperdigados por el suelo del muelle. También resultó dañada la parte superior de una de las naves del puerto. Al margen de lo espectacular de este accidente no hubo que lamentar ninguna desgracia personal. La grúa derribada estaba instalada en el muelle de Ribera.

- El día 31 de julio de 2007, un ferry que cubría la ruta entre Almería y Nador,[9] llamado Wisteria, (actualmente MS Vronskiy), propiedad de la compañía Transmediterránea y que daba servicio a la operación paso del estrecho, colisionó con el Cable Francés durante las maniobras de entrada al puerto. Al parecer, el buque navegaba a una velocidad excesivamente alta, cuantificada en 17 kt. El navío sufrió daños de consideración, pero por encima de su línea de flotación.[10] Los desperfectos sufridos por la estructura fueron cuantificados por valor de unos 120 000 €.

## Personalidades y conflicto hispano-argelino

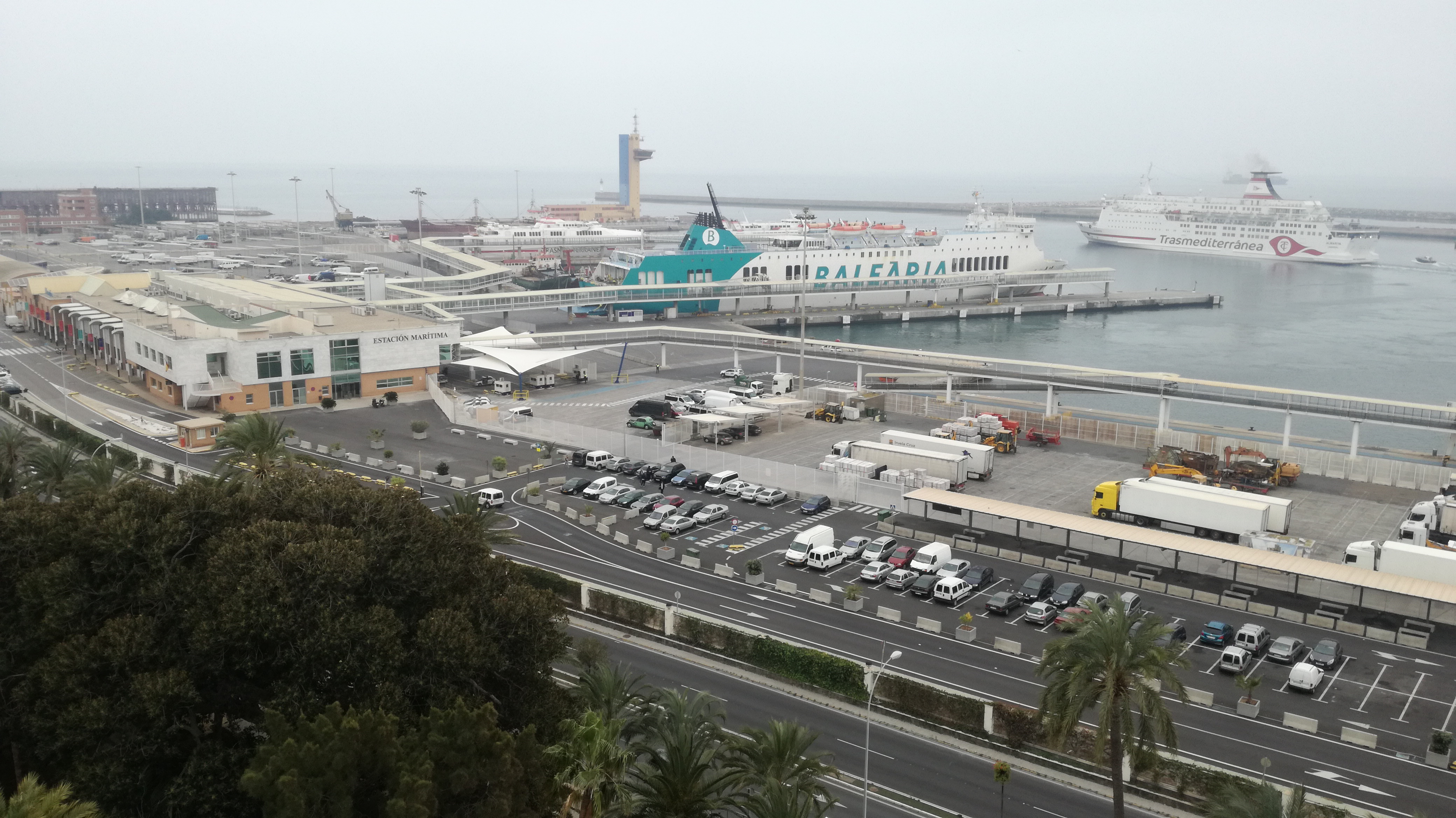
Panorámica de la Estación Marítima del Puerto de Almería con un ferry de Baleària atracado y otro de Trasmediterránea zarpando

Además de las autoridades relacionadas con el Puerto de Almería, como son el caso de Jesús Caicedo Bernabé (Presidente de la Autoridad Portuaria de Almería), o Miguel Zea (Director de SASEMAR), existen algunas personalidades bien conocidas en el entorno del puerto almeriense como es el caso de Antonio Ferrón López, un respetado y conocido marinero y pescador que ejerció diferentes profesiones dentro de su principal actividad de pescador tales como: motorista, cocinero, timonel, patrón, y un largo etcétera. Y que llegó incluso a poseer un barco propio llamado "Nuevo Veloz".
Antonio Ferrón López estuvo presente en diferentes hechos históricos acontecidos en el ámbito pesquero almeriense durante varias décadas, aunque uno de ellos sobresale de manera especial. Se trata del ataque al barco pesquero "Enmanuelle" por parte de una patrullera argelina en el año 1991 dentro del marco del conflicto pesquero entre España y Argelia de los años 90. En concreto, la patrullera argelina se acercó al "Enmanuelle" indicándole que les siguiese hacia aguas de Argelia, sin embargo, el patrón se negó explicando que el barco estaba fondeado en ese instante. Estas palabras fueron respondidas por disparos de los argelinos que se prolongaron durante unos cinco minutos y que provocaron graves daños al puente y a la línea de flotación del "Enmanuelle". Es importante mencionar la heroica actuación de Antonio Ferrón López, que a pesar de haber recibido dos disparos siguió en la cubierta del buque ayudando a otros marineros a salvar sus vidas.
Aunque finalmente Antonio no perdió la vida en este ataque, un compañero suyo, José Manuel Salmerón, falleció horas después a consecuencia de los disparos recibidos. Días después de estos hechos, Antonio, aun convaleciente, acudió al funeral de su compañero a pesar de la recomendación de su esposa, María Martínez Aznar, de descansar y recuperarse en casa. Cabe sin duda mencionar la frase con la que convenció a su mujer para ir al mencionado funeral: "Los buques están a salvo en el puerto, pero no sirven para eso".